# Charles A. Barlow

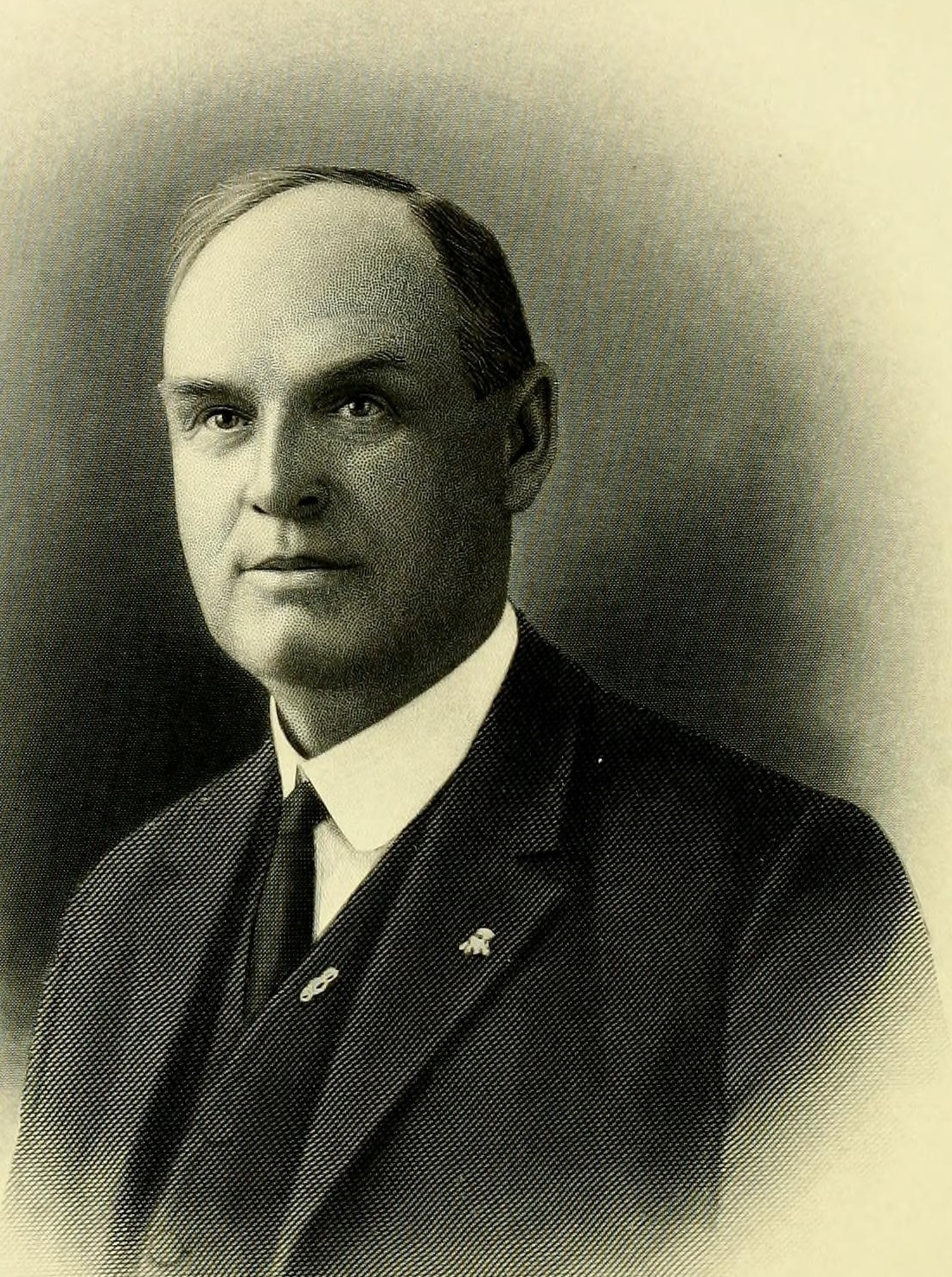
Charles A. Barlow, 1914

Charles Averill Barlow (* 17. März 1858 in Cleveland, Ohio; † 3. Oktober 1927 in Bakersfield, Kalifornien) war ein US-amerikanischer Politiker. Zwischen 1897 und 1899 vertrat er den Bundesstaat Kalifornien im US-Repräsentantenhaus.

## Werdegang
Charles Barlow besuchte die öffentlichen Schulen seiner Heimat. Im Jahr 1875 zog er nach Ventura in Kalifornien. Seit 1889 lebte er im San Luis Obispo County. Barlow betätigte sich als Farmer und Geschäftsmann. Gleichzeitig begann er eine politische Laufbahn als Mitglied der Populist Party. In den Jahren 1892 und 1893 saß er als Abgeordneter in der California State Assembly.
Bei den Kongresswahlen des Jahres 1896 wurde Barlow im sechsten Wahlbezirk von Kalifornien in das US-Repräsentantenhaus in Washington, D.C. gewählt, wo er am 4. März 1897 die Nachfolge von James McLachlan antrat. Da er im Jahr 1898 auf eine weitere Kandidatur verzichtete, konnte er bis zum 3. März 1899 nur eine Legislaturperiode im Kongress absolvieren. Diese waren von den Ereignissen des Spanisch-Amerikanischen Krieges geprägt. Später wurde Barlow Mitglied der Demokratischen Partei. In den Jahren 1912 und 1920 war er Delegierter zu den jeweiligen Democratic National Conventions. Er starb am 3. Oktober 1927 in Bakersfield, wo er auch beigesetzt wurde.